# ANNA
ANNA (енгл. Abkhazian Network News Agency) је назив (скраћеница) за абхазијску телевизијску мрежу. 

## Историја
Новинари агенције су са модерном видео опремом имали најбоље покривање сиријског грађанског рата.